# Философия на психологията
Философията на психологията се свързва с въпросите за теоретичните основи на модерната психология. Някои от тези въпроси имат епистемологично отношение към методологията на психологическото изследване. Например:
- Каква е най-подходящата методология за психологията? (ментализъм, бихевиоризъм или компромис между двете)
- Достоверен метод за събиране на данни ли са собствени размишления?
- Какви заключения могат да бъдат направени от тестовете с нулева хипотеза?
- Могат ли преживяванията от първо лице (емоции, желания, убеждения) да се измерят обективно?

Други въпроси във философията на психологията са философските въпроси за природата на съзнанието, мозъка и когнициите и са по-общи като част от когнитивната наука или философията на съзнанието като:
- Какво е когнитивен модул?
- Рационални същества ли са хората?
- Какви психологични феномени са нужни, за да се достигне до нужния стандарт, който да наречем познание?

## По-нататъшно четене
- Лондонският гид за изучаването на философия Архив на оригинала от 2009-06-20 в Wayback Machine. съдържа множество предложения за това какво да се прочете, в зависимост от запознатостта на студента към темата: Философия на психологията Архив на оригинала от 2009-07-09 в Wayback Machine.